# Сафо. Кохання без меж
«Сафо́. Коха́ння без меж», або просто «Сафо́» (англ. Sappho) — український фільм 2008 року, знятий британським режисером Робертом Кромбі. Провокаційна історія про нестримну любов і пристрасть, події якої розгортаються на грецькому острові Лесбос в 1926 році.

## Сюжет
Фільм про любовний трикутник між парою американських молодят — Сафо, спадкоємицею мільйонера, і Філом, художником, які приїхали на острів в медовий місяць, — та дочкою російського археолога, Хеленою. За задумом автора, цей любовний трикутник повторює історію першої й найпопулярнішої поеми старогрецької поетеси Сафо про суперечливий сексуальний потяг.
Пара американських молодят Сафо — спадкоємицею мільйонера Сафо і Філом — художником, які приїхали на острів в медовий місяць. Дочка російського археолога — Хелена спонукає Сафо до сексуальних відносин з нею. За час перебування на острові Сафо дуже змінилася, і уявила себе самою старогрецькою поетесою Сапфо. Згодом Сафо дозволила Філу кохатися з Хеленою. Після довгих ревнощів та не розуміючи своїх почуттів Сафо наклала на себе руки, стрибнувши зі скелі. Філ з Хеленою поїхали разом до Америки

## Актори
- Авалон Беррі — Сафо Лоувел
- Тодд Солей — Філ Лоуелл
- Людмила Ширяєва — Хелена Орлова
- Богдан Ступка — професор археології Володимир Орлов
- Еліссайос Влахос — Діонісіос
- Васіліс Псіхойопулос — перукар
- Оксана Осіпова — Марія
- Сергій Косенко — Христос
- Анатолій Семенов — майстер татуювання

## Український дубляж
Фільм дубльовано студією «Tretyakoff Production» у 2008 році.
- Наталя Романько-Кисельова — Сафо Лоувел
- Андрій Самінін — Філ Лоувел
- Інна Капінос — Хелена Орлова
- Богдан Ступка — професор археології Володимир Орлов
- Олександр Завальський — Діонісіос
- Олег Лепенець — перукар

## Касові збори
Під час показу в Україні, що розпочався 5 березня 2008 року, протягом перших вихідних фільм демонстрували на 81 екрані, що дозволило йому зібрати $437 тисяч та посісти 1 місце в кінопрокаті першого вікенду. Фільм опустився на другу сходинку українського кінопрокату наступного вікенду, зібравши за ті вихідні ще $249 тисяч. Загалом фільм в кінопрокаті України пробув 9 тижнів і зібрав $1,1 мільйона, посівши 15 місце серед найбільш касових фільмів 2008 року.
Фільм вийшов у прокат в Росії та СНД 5 березня 2008 на 75 екранах і загалом касові збори фільму у Росії за 3 тижні склали $220 тисяч.

## Цікаві факти
- Бюджет фільму склав 1,95 мільйона доларів, тож на час створення стрічки вона була найдорожчим не-копродюсним фільмом за всю історію українського кіно.[8]
- У фільмі звучить музика композиторів Мікіса Теодоракіса та Маро Теодоракіса. Неофіційним саундтреком фільму стала пісня гурту Lama «Знаєш, як болить», на яку було знято кліп.
- Виконавиця ролі Сафо Авалон Беррі вчилася плавати спеціально для зйомок. Також творцям довго доводилося вмовляти актрису знятися у сцені, де вона коротко підстригається.
- Для зйомок фільму було спеціально побудовано невеличке містечко поблизу Севастополя.
- Епізоди розкопок знімали на руїнах міста Херсонес, а будинок, де живуть Сафо та Філ, — у Воронцовському палаці.
- У фільмі Сафо цитує низку поем поетеси, зокрема «Гімн до Афродіти».
- Вихід фільму на екрани супроводжувався невеликим скандалом — пастори церкви «Посольство Боже» вимагали заборонити фільм для прокату за його «аморальність». «Любов жінки до жінки буває, але навіщо це нав'язувати країні?» — сказав пастор церкви Сандей Аделаджа.
- На 26-ій хвилині Елена та її татко приписують фразу Геракліта (в одну ріку не можна увійти двічі) Піфагору.

## Виноски
1. ↑  Також відомий під англійською назвою Summer Lover — «літня коханка» (від слова «літо»)